# Winnebago (Minnesota)
Pour les articles homonymes, voir Winnebago.
La ville de Winnebago est située dans le comté de Faribault, dans l’État du Minnesota, aux États-Unis. Sa population s’élevait à 1 437 habitants lors du recensement de 2010, estimée à 1 367 habitants en 2016.

## Démographie
| Groupe            | Winnebago | Minnesota | États-Unis |
| ----------------- | --------- | --------- | ---------- |
| Blancs            | 95,5      | 85,3      | 72,4       |
| Autres            | 2,6       | 2,0       | 6,4        |
| Métis             | 1,0       | 2,4       | 2,9        |
| Amérindiens       | 0,6       | 1,1       | 0,9        |
| Afro-Américains   | 0,1       | 5,2       | 12,6       |
| Asiatiques        | 0,1       | 4,0       | 4,8        |
| Total             | 100       | 100       | 100        |
|                   |           |           |            |
| Latino-Américains | 7,5       | 4,7       | 16,7       |

Selon l'American Community Survey, pour la période 2011-2015, 95,22 % de la population âgée de plus de 5 ans déclare parler anglais à la maison, alors que 4,04 % déclare parler l'espagnol et 0,73 % le vietnamien.

## Source
- (en) Cet article est partiellement ou en totalité issu de l’article de Wikipédia en anglais intitulé « Winnebago, Minnesota » (voir la liste des auteurs).

1. ↑  (en) « Winnebago, MN Population - Census 2010 and 2000 », sur censusviewer.com.
2. ↑  (en) « Population of Minnesota - Census 2010 and 2000 », sur censusviewer.com.
3. ↑  (en) « Language spoken at home by ability to speak english for the population 5 years and over », sur factfinder.census.gov (consulté le 12 avril 2017).